# Juan de Acosta
Juan de Acosta là một khu tự quản thuộc tỉnh Atlántico, Colombia. Thủ phủ của khu tự quản Juan de Acosta đóng tại Juan de Acosta Khu tự quản Juan de Acosta có diện tích 176 ki lô mét vuông. Đến thời điểm ngày 28 tháng 5 năm 2005, khu tự quản Juan de Acosta có dân số 10825 người.